# 1689
1689 (MDCLXXXIX) fue un año común comenzado en sábado, según el calendario gregoriano.

## Acontecimientos
- Tratado de Nerchinsk: Rusia y China establecen su frontera siberiana en el río Amur.
- 13 de febrero: El trono inglés se declara vacante y es ofrecido a  Guillermo de Orange y María Estuardo.
- 21 de febrero: Guillermo de Orange y María II Estuardo aceptan el ofrecimiento del trono inglés.
- 30 de marzo: en el mercado popular de Varsovia (Polonia) la Dieta católica quema vivo al aristócrata Kazimierz Łyszczyński por herejía.
- 18 de abril: en Boston, Edmund Andros, el impopular gobernador de Nueva Inglaterra, es depuesto en un golpe de Estado liderado por los miembros de la milicia local.
- 17 de agosto: Se inicia el "Glorioso retorno" (en francés Glorieuse rentrée) así conocido el episodio del retorno de los Valdenses a los Valles de los Alpes en el Piamonte, donde habían vivido hacía siglos y del que fueron exiliados tres años antes.
- 16 de octubre: Alejandro VIII sucede a Inocencio XI como papa.

## Arte y literatura
- John Locke: Carta sobre la tolerancia.
- Henry Purcell estrena Dido and Aeneas en Londres.

## Nacimientos
- 18 de enero: Montesquieu, filósofo francés (f. 1755).
- 22 de enero: Philibert Orry, aristócrata y hombre de Estado francés (f. 1747).
- 23 de febrero: Samuel Bellamy, pirata británico (f. 1717).
- 21 de agosto: José Pradas Gallén, compositor barroco español (f. 1757).
- Blas de Lezo, Comandante vasco que derrotó a la segunda mayor flota de la historia.

## Fallecimientos
- 6 de enero: Baldassare Franceschini, el Volterrano, pintor italiano (n. 1611).
- 12 de febrero: María Luisa de Orleans, aristócrata francesa, reina consorte de España de 1679 a 1689, esposa de Carlos II de España (n. 1662).
- 16 de abril: Aphra Behn, escritora y espía británica (n. 1640).
- 29 de diciembre: Thomas Sydenham, médico británico (n. 1624).